# Turmhügelburg Schönfels
Die Turmhügelburg Schönfels, auch Insel, Wohl, Wal genannt, ist eine abgegangene Wasserburg im Ortsteil Schönfels der Gemeinde Lichtentanne im Landkreis Zwickau in Sachsen.

## Lage
500 m nordwestlich von Schönfels im Plexgrund. Plexe nennt man den Schönfelser Bach.

## Geschichte und Beschreibung
Im südlichen Teil des im Plexgrund gelegenen Talmühlteiches befinden sich Überreste einer Turmhügelburg (Motte) aus der Zeit der deutschen Ostsiedlung. Der deutlich sichtbare Bühl in einer Größe von ca. 15 × 16 m entstammt einer mittelalterlichen Wasserburganlage an der Plexe, dem Schönfelser Bach. Der heutige Burgstall (Burgstelle) der ehemaligen Turmhügelburg zeigt nur noch den Bühl als Insel und einen Wassergraben als Teil des angelegten Teiches. 
Der angelegte Damm grenzt das Teichgelände vom Bach ab. Auf dem südlichen Teil verläuft der Weg nach Gospersgrün. Der Zugang zur Turmhügelburg befand sich vermutlich an der östlichen Seite der Insel. Deutlich sind dort steile Befestigungen mit Steinen erkennbar.
Urkundliche Quellen zu der Anlage existieren laut Geupel keine und bis 1983 wurden hier auch keine Funde gemacht, weswegen eine zeitliche Einordnung der Anlage nicht sicher möglich ist. Am 15. August 1958 wurde die Burgstelle als geschütztes Bodendenkmal eingetragen.

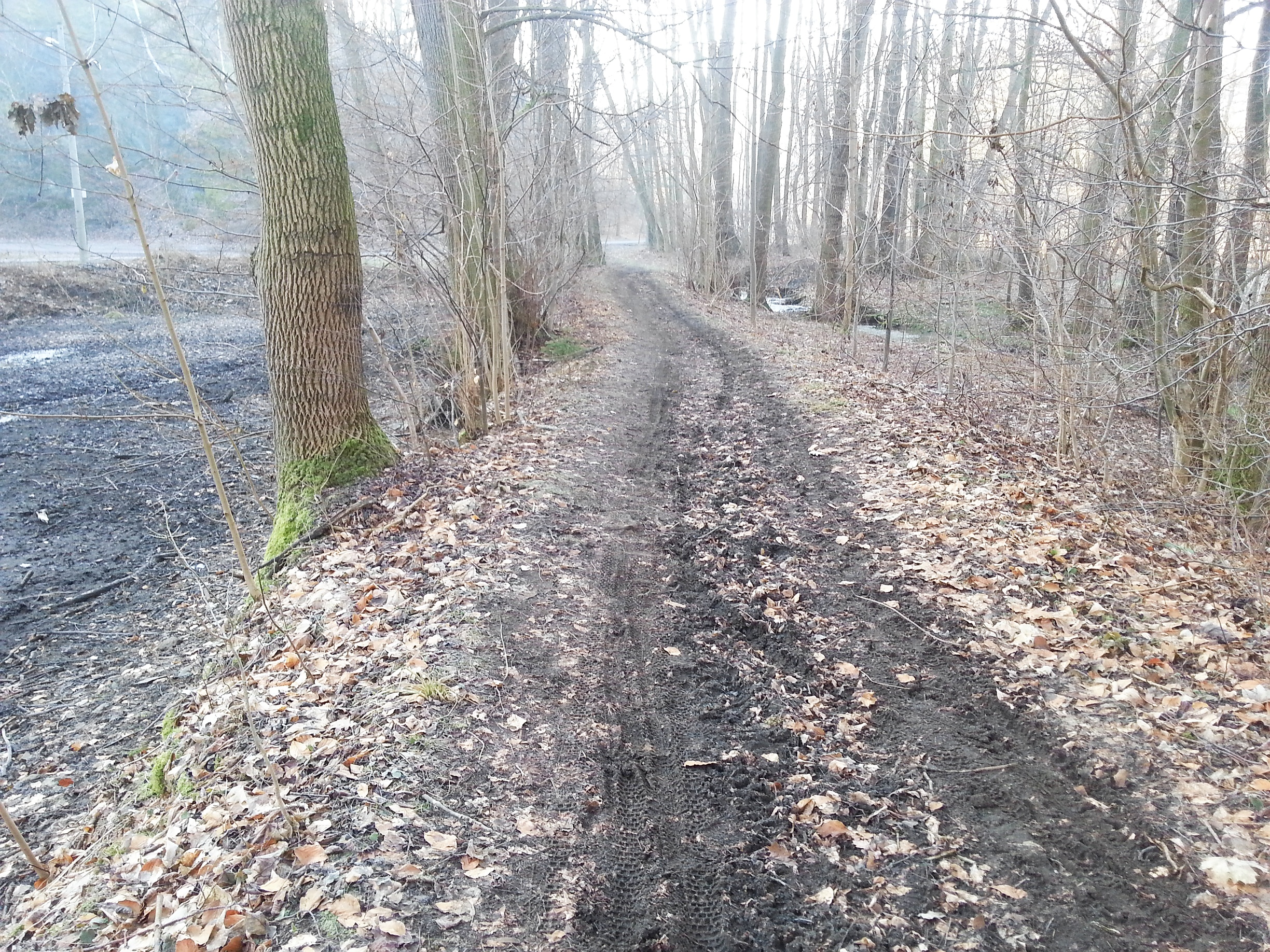
Weg von Gospersgrün in den Plexgrund
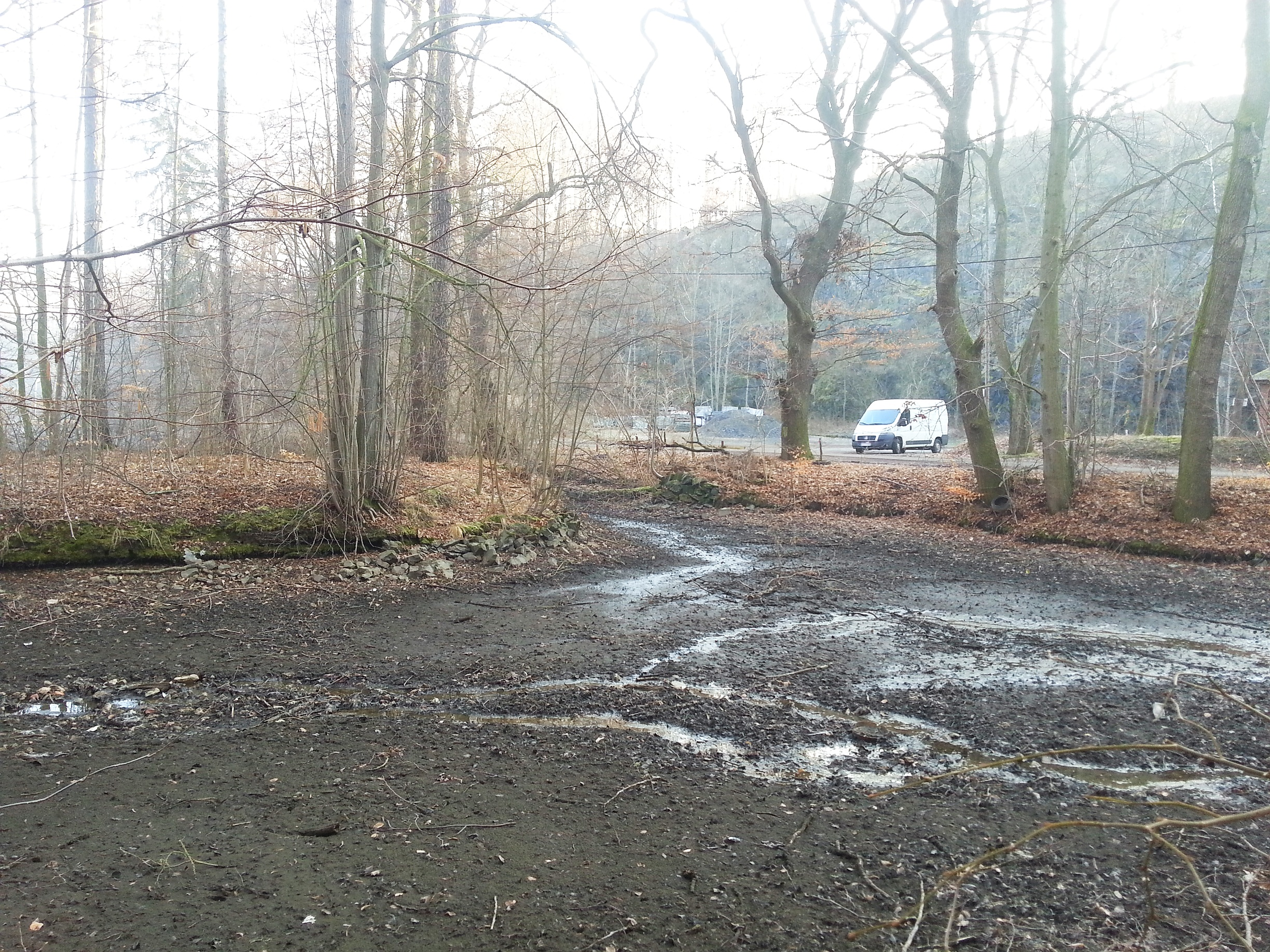
Blick aus Süd-West
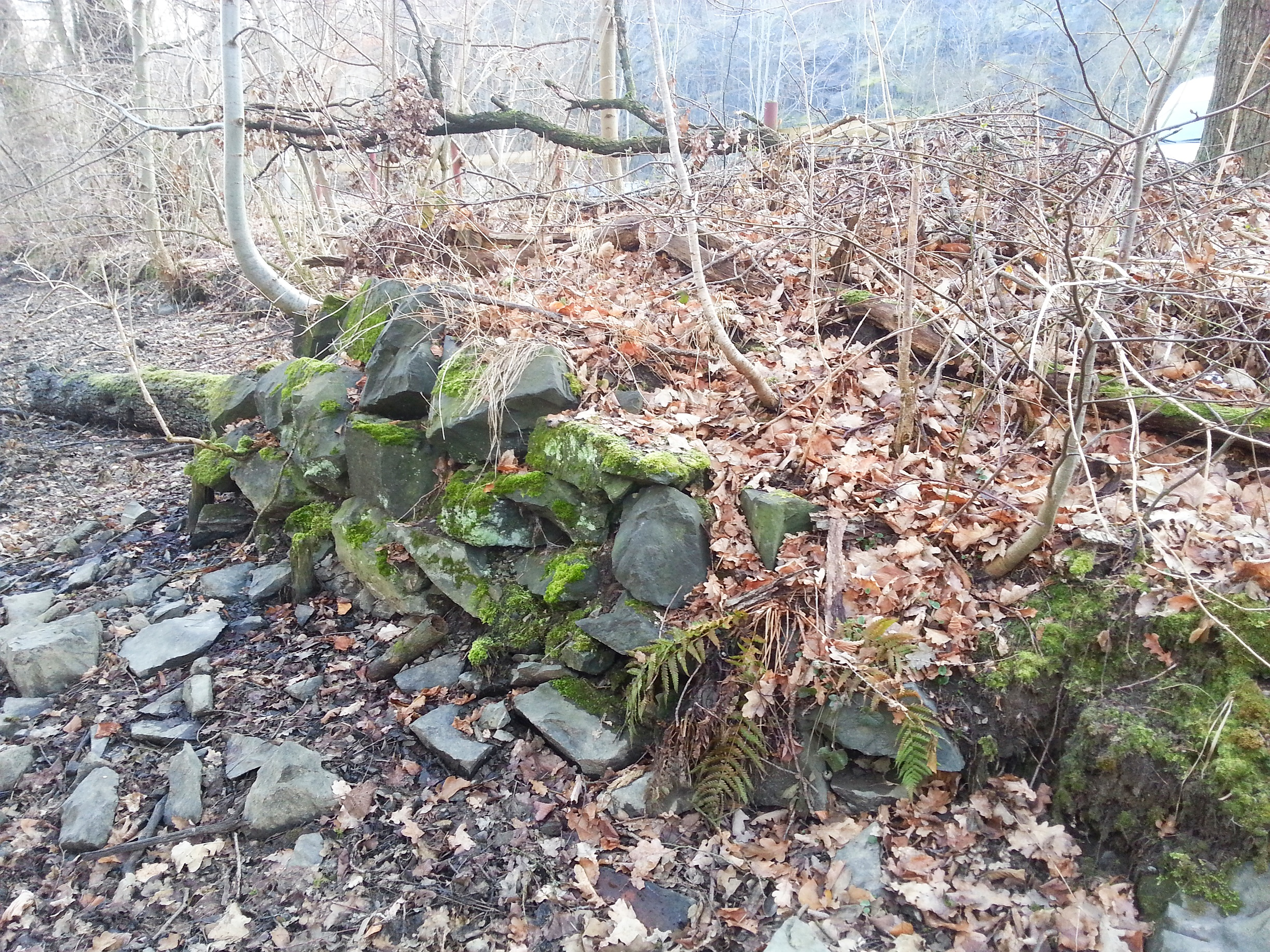
Steinrampe am Weg
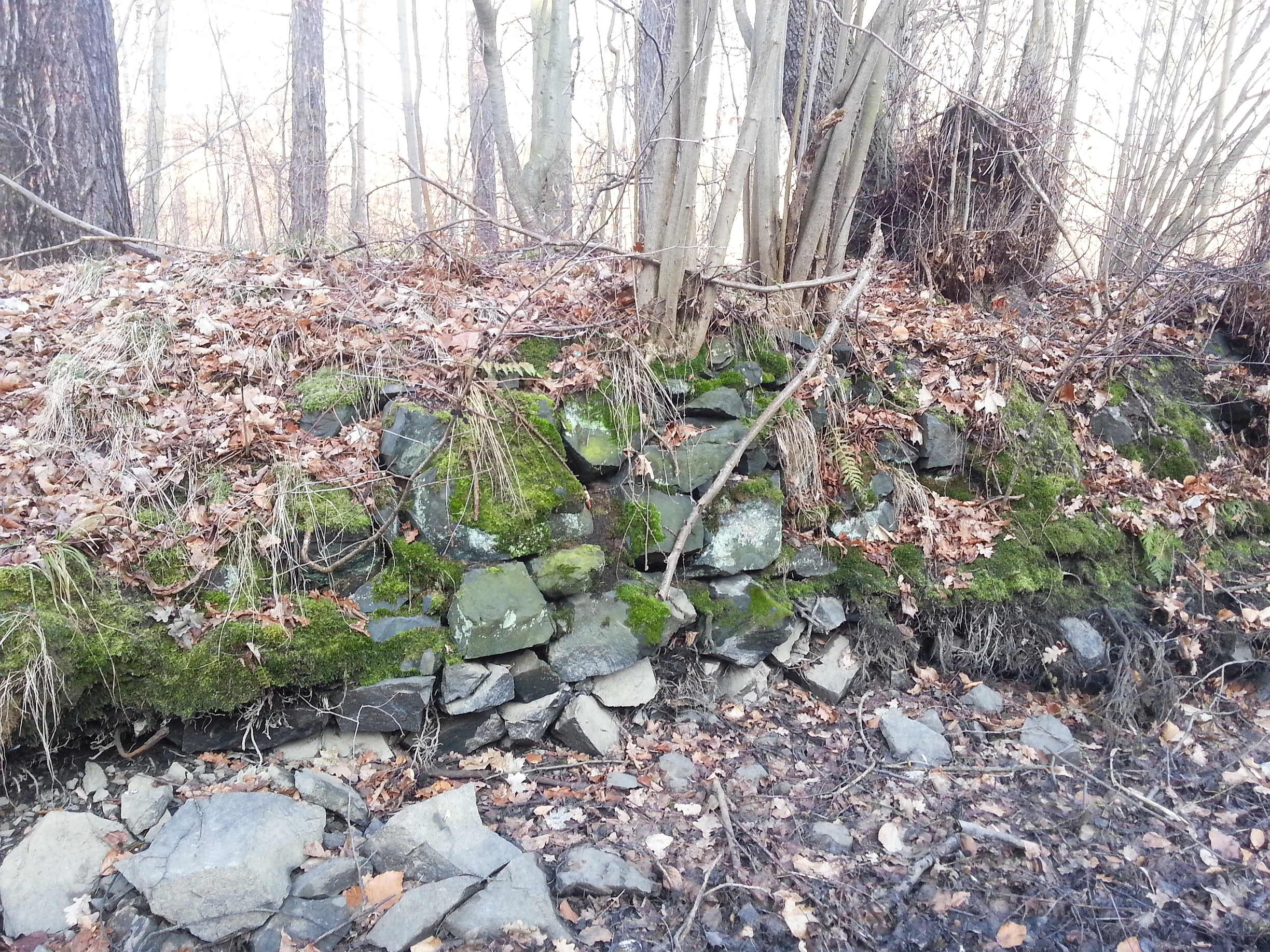
Steinrampe an der Insel